# Cullen River
Der Cullen River ist ein Fluss im Norden des australischen Territoriums Northern Territory.

## Geografie

### Flusslauf
Der etwas mehr als 47 Kilometer lange Cullen River entspringt rund 22 Kilometer östlich von Pine Creek und südlich des Kakadu Highways. Er fließt weiter nach Süden und unterquert den Stuart Highway südlich der Siedlung Cullen. Fünf Kilometer weiter, unterhalb des Mount Giles, mündet der Cullen River in den Fergusson River.

### Nebenflüsse mit Mündungshöhen
- Pine Creek – 165 m
- Copperfield Creek – 123 m
- Camp Creek – 121 m[1]